# Тухринйоки
Тухринйоки (фин. Tuhrinjoki) — река в России, протекает по Лахденпохскому району Карелии. Устье реки находится в 6,6 км от устья реки Ихойоки по правому берегу. Длина реки составляет 16 км.
Река имеет правый приток Кярхяйоки (фин. Kärhäjoki), вытекающий из озера Терваярви.

## Данные водного реестра
По данным государственного водного реестра России относится к Балтийскому бассейновому округу, водохозяйственный участок реки — Водные объекты бассейна оз. Ладожское без рр. Волхов, Свирь и Сясь, речной подбассейн реки — Нева и реки бассейна Ладожского озера (без подбассейна Свирь и Волхов, российская часть бассейнов). Относится к речному бассейну реки Нева (включая бассейны рек Онежского и Ладожского озера).
Код объекта в государственном водном реестре — 01040300212102000010719.